# For the Roses
| Recensione              | Giudizio          |
| ----------------------- | ----------------- |
| AllMusic                | [ 1 ]             |
| Robert Christgau        | A                 |
| Sputnikmusic            | 4.0 (Excellent)   |
| Piero Scaruffi          | [ 4 ]             |
| Ondarock                | Disco consigliato |
| Dizionario del Pop-Rock | [ 6 ]             |
| 24.000 dischi           | [ 7 ]             |

For the Roses è il quinto album della cantante canadese Joni Mitchell, pubblicato nell’autunno del 1972 dopo che molte composizioni erano state presentate con grande successo del pubblico presente in un concerto tenuto dalla folksinger alla Carnegie Hall il precedente 23 febbraio.
L'album fu certificato disco d'oro il 22 dicembre 1972 dalla RIAA. Dal lavoro venne tratto il singolo You Turn Me On, I'm a Radio, che conquistò la venticinquesima posizione nella Chart Billboard Hot 100.
Metà dei brani presenti nell’album – For The Roses, Cold Blue Steel and Sweet Fire, Blonde in the Bleachers, Electricity, See You Sometimes e Woman of Heart and Mind – sono stati composti da Joni Mitchell con riferimento al suo rapporto sentimentale con James Taylor.
Nel 2007, insieme ad altri ventiquattro album, For the Roses è stato scelto dalla Library of Congress e inserito nel National Recording Registry.

## I brani
- Banquet, con un verso che si riferisce alla figlia data in adozione,[14] è una composizione costituita da una serie di immagini simboliche che evidenziano le ingiustizie sociali[15] e che sanciscono il tracollo del Sogno Americano.[16] Non c’è più la dolcezza dei primi lavori, adesso il quadro è cupo e i gabbiani non fluttuano dolcemente ma scendono in picchiata schiamazzando, andatura che figurativamente denota avidità.[17]

- Cold Blue Steel and Sweet Fire è un brano sulla tossicodipendenza e si riferisce a James Taylor.[18] I testi parlano dell’irragionevolezza dell’uso dell’eroina simboleggiata dal “cold blue steel” che indica la siringa e dallo “sweet fire” che allude al senso dell’effetto della droga penetrata in vena. È la prima incursione di Joni Mitchell nei territori del jazz e anticipa le sue performance con una formazione di spalla jazz-rock.[19]

- Barangrill è ambientata nel bar di in un’area di parcheggio per camionisti; vengono tratteggiate le riflessioni su conversazioni e abbigliamento[20] del trio di cameriere che appaiono come delle figure mitico-religiose in grado di fungere da guida verso lo Shangri-La che la cantautrice, amalgamando serietà e umorismo, insegue in un caffè di terz’ordine,[21] alla ricerca del senso della propria esistenza durante il periodo di stacco vissuto in Canada.[19]

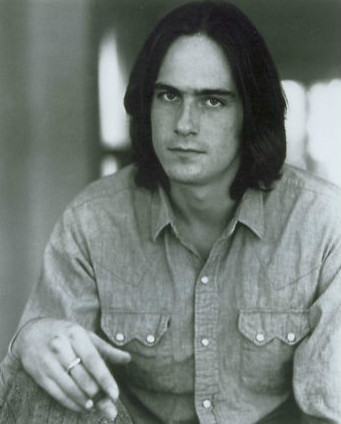
James Taylor, primi anni settanta

- Lesson in Survival delinea la crisi di una relazione che fa sentire la protagonista del brano come di peso nei confronti degli amici,[22] elaborata nella forma di un monologo interiore costituito da quadri del presente che si alternano a flash back, soliloquio che esprime la necessità di sostegni esistenziali.[23] La composizione manifesta confusione, dolore e romanticismo senza speranza per un uomo impossibile – da individuare in James Taylor.[24]

- Let the Wind Carry Me rimanda alla giovinezza di Joni Mitchell negli immensi spazi aperti del Saskatchewan[25] e riprende la sua vita familiare di adolescente a Calgary alla fine degli anni cinquanta, e in particolare le reazioni dei genitori ai suoi comportamenti trasgressivi,[26] insieme alla rivendicazione della libertà e al desiderio del vento.[27]

- For The Roses, insieme ad altre cinque canzoni inserite nell’album, è rivolta a James Taylor[12] e nasconde cinismo mescolato a solitudine.[28] Cantato con il solo accompagnamento della chitarra,[24] il brano coglie la visione di un musicista in cerca di temporaneo rifugio dalle pressioni dello show business in una discussione di fantasia con un altro musicista al culmine della popolarità;[29] circostanza che, in quanto effimera, può rendere l’espressione innaturale e non salva dalla transitorietà dell’esistenza.[30]

- See You Sometimes ripercorre il tema dell’amante infedele[24] ed è anch’essa rivolta a James Taylor; i testi mescolano frasi distinte che creano il senso di un discorso istintivo. Si alternano espressioni liriche, narrative, dichiarative e persuasive[31] e a volte l’amarezza prevale nelle emozioni che in genere sono controllate e consapevoli.[32] La citazione delle bretelle richiama l’immagine di copertina di Mud Slide Slim and the Blue Horizon che raffigura il cantautore statunitense.[33]

- Electricity, metafora del cuore infranto di Joni Mitchell,[34] è una curiosa allegoria che individua l’attrazione sentimentale in cablaggi difettosi riparati alla buona.[35] In questo quadro simbolico, la musicista indaga sui propri errori compiuti nella relazione intrattenuta con James Taylor, come se fossero dovuti a un cortocircuito emozionale.[36]

- You Turn Me On, I’m a Radio fu la sfrontata risposta a una richiesta di David Geffen che sollecitava un pezzo brillante adatto a essere trasmesso in radio e che solleticasse la vanità dei disc jockey.[37] Joni Mitchell non aveva mai scritto le proprie composizioni seguendo le mode del pop radiofonico commerciale,[38] ma l’esito fu felice: il singolo di You Turn Me On, I’m a Radio, con Urge for Going nel lato b,[39] raggiunse la 25ª posizione nella classifica di Billboard Hot 100. L’armonica a bocca è suonata da Graham Nash.[40]

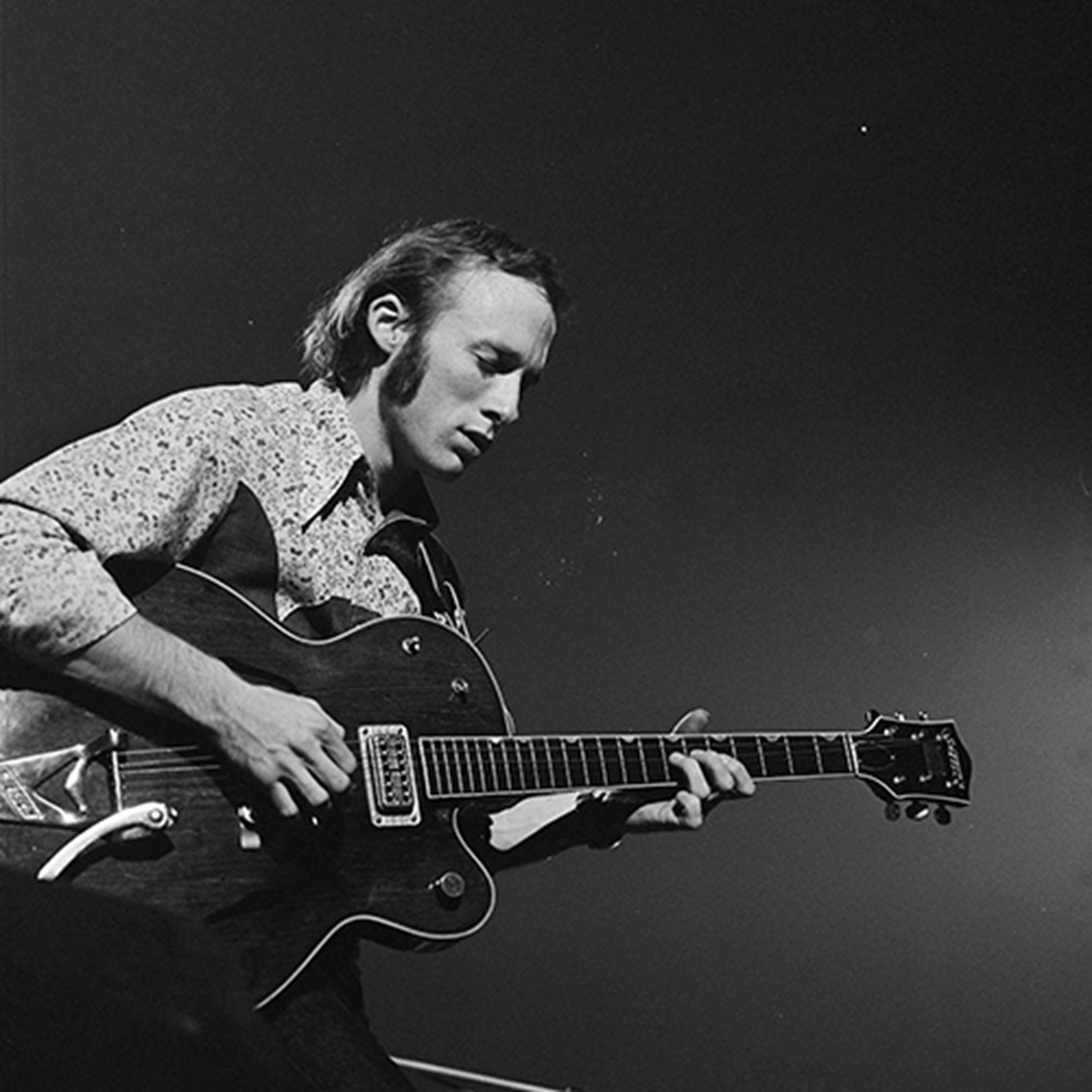
Stephen Stills, 1972

- Blonde in the Bleachers è la prima composizione nella quale la cantautrice sperimenta l’introduzione di sonorità rock and roll, in questo aiutata dal basso di Stephen Stills e – prima fra le sue composizioni – da una vigorosa batteria. I testi parlano di James Taylor adescato da una groupie e consenziente a ciò che seguirà alla seduzione da parte della ragazza.[41] All’introduzione del pianoforte seguono differenti segmenti[42] contenenti ardite novità stilistiche[25] e una conclusione che musicalmente si avvicina al jazz d’avanguardia.[34]

- Woman of Heart and Mind, come in Positively 4th Street di Bob Dylan, cela dietro l’incanto della composizione il veleno.[34] I testi hanno un accento polemico come non mai,[13] tono con il quale Joni Mitchell rimprovera Taylor per l’infantilismo dei suoi atteggiamenti nei propri confronti, vista più come madre che come amante, mentre preferisce andare con altre donne, magari sconosciute.[41] In questo brano la cantautrice si mette a nudo – in altre composizioni era stata una sognatrice, una creatura acquatica, un seme selvatico, qui mostra l’orgogliosa affermazione di se stessa.[43]

- Judgement of the Moon and Stars (Ludwig’s Tune), il cui titolo originario era Roll Over Beethoven Revisited, divenuto poi Ludwig’s Tune, è un omaggio al compositore tedesco, preferito a Mozart ritenuto eccessivamente raffinato, a differenza di Beethoven con il quale la Mitchell si identifica.[44] Questa composizione, nella quale le immagini del collage scorrono incontrollate, è lontana dalla figura solitaria alla chitarra o al pianoforte com'era fino all’anno precedente; gli interessi musicali di Joni Mitchell risalgono alla sua gioventù riorganizzati in una nuova prospettiva, così come nuovo è il maggiore ricorso all’impressionismo della narrazione.[45]

## Tracce
Tutti i brani sono composti da Joni Mitchell.
Lato A
1. Banquet – 3:00
2. Cold Blue Steel and Sweet Fire – 4:17
3. Barangrill – 2:53
4. Lesson in Survival – 3:10
5. Let the Wind Carry Me – 3:55
6. For the Roses – 3:46

Durata totale: 21:01
Lato B
1. See You Sometime – 2:58
2. Electricity – 3:00
3. You Turn Me On, I'm a Radio – 2:40
4. Blonde in the Bleachers – 2:40
5. Woman of Heart and Mind – 2:36
6. Judgement of the Moon and Stars (Ludwig's Tune) – 5:25

Durata totale: 19:19

## Musicisti
- Joni Mitchell - voce, chitarra, pianoforte
- Tommy Scott - strumenti a fiato
- Wilton Felder - basso
- Russ Kunkel - batteria
- Bobbye Hall - percussioni
- Bobby Notkoff - strumenti ad arco
- Graham Nash - armonica
- James Burton - chitarra elettrica (brano: Cold Blue Steel and Sweet Fire)
- Stephen Stills - rock n'roll band (brano: Blonde in the Bleachers)

Note aggiuntive:
- Joni Mitchell - produttore
- Registrazioni effettuate al A&M Studios di Hollywood, California
- Henry Lewy - ingegnere della registrazione e guidance
- Anthony Hudson - direttore artistico
- Joel Bernstein - fotografo[46]